# Saint-Hilaire-de-Brethmas
Saint-Hilaire-de-Brethmas là một xã ở tỉnh Gard. Xã này có diện tích 11,91 km², dân số năm 1999 là 4284 người. Khu vực này có độ cao trung bình 116 mét trên mực nước biển.